# Acrodactyla cursor
Acrodactyla cursor är en stekelart som beskrevs av Ian D. Gauld 1984. Acrodactyla cursor ingår i släktet Acrodactyla och familjen brokparasitsteklar. Inga underarter finns listade i Catalogue of Life.